# Ecorregión de agua dulce Uruguay inferior
La ecorregión de agua dulce Uruguay inferior (en  inglés Lower Uruguay) (332) es una georregión ecológica acuática continental situada en el centro-este de América del Sur. Se la incluye en la ecozona Neotropical.

## Distribución

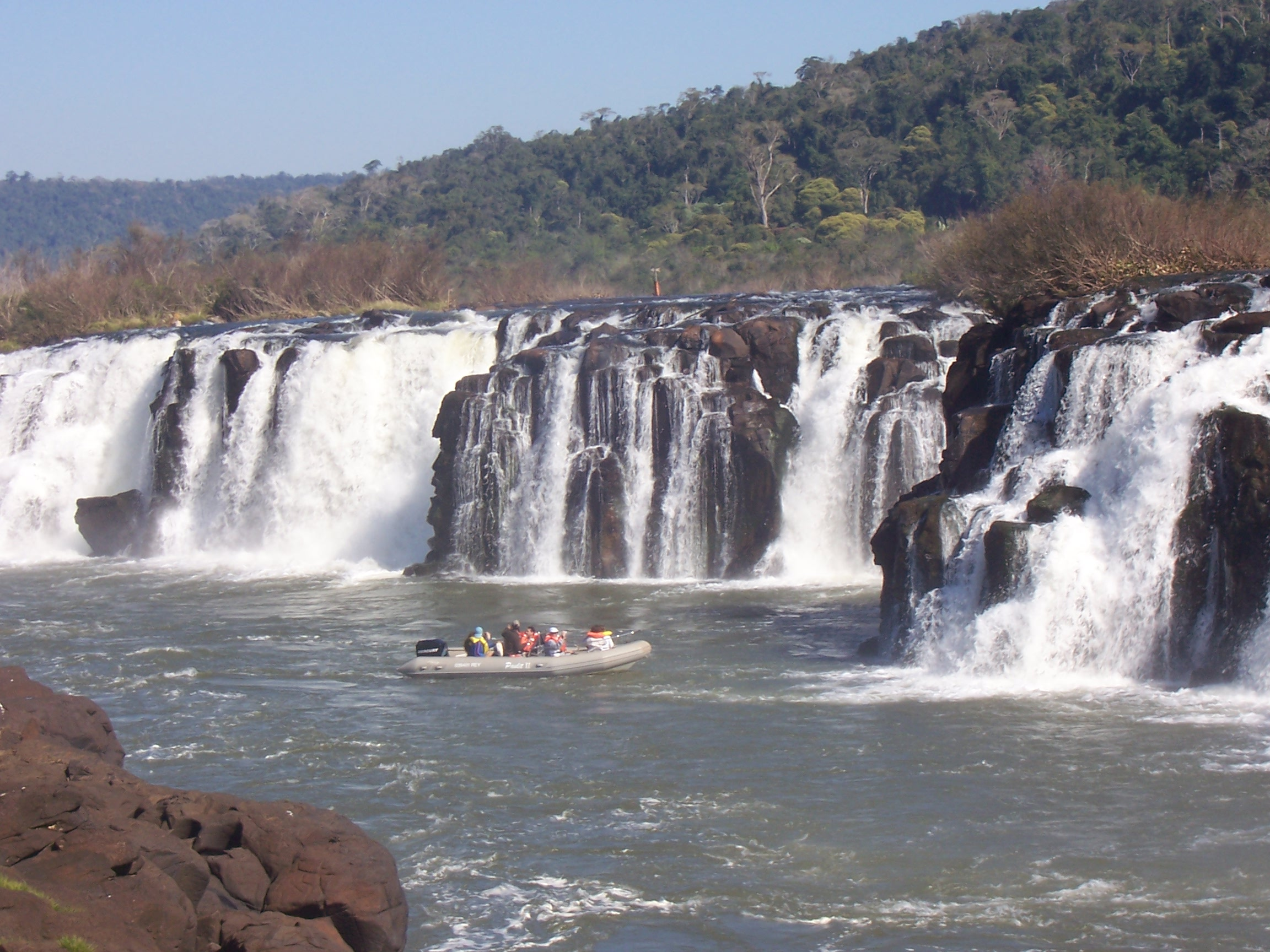
Las aguas del río Uruguay están divididas por los saltos del Moconá, que constituyen el límite entre las ecorregiones de agua dulce Uruguay superior e inferior.

Se distribuye en las cuencas de los tramos medio e inferior del río Uruguay, tanto en los afluentes por su margen izquierda en el noroeste y oeste del estado de Río Grande del Sur —en el sur del Brasil— y el oeste del Uruguay, como los de su margen derecha, en el noreste de la Argentina, en el este de la mesopotamia de dicho país, en las provincias de Misiones (en el sudeste), Corrientes y Entre Ríos (ambas en el este).
Los saltos del Moconá constituyen el límite entre esta ecorregión de agua dulce y la que se encuentra inmediatamente aguas arriba, la ecorregión de agua dulce Uruguay superior. Dichos saltos constituyen una catarata de alrededor de 10 metros de altura, que interrumpen durante cerca de 3 kilómetros el curso del alto río Uruguay, al sudeste del departamento San Pedro, en la provincia argentina de Misiones.

## Especies características
Entre las especies características destacan algunos endemismos, como por ejemplo Jenynsia onca, numerosas especies del género Austrolebias: A. arachan, A. melanoorus, A. alexandri, A. periodicus, A. paucisquama,  A. duraznensis, A. affinis, y A. cinereus.
Otras especies las comparte sólo con la ecorregión de agua dulce inmediatamente aguas arriba, denominada «Uruguay superior», por ejemplo Hoplias australis.